# Biên niên sử Thành phố Hồ Chí Minh
Biên niên sử Thành phố Hồ Chí Minh ghi lại các sự kiện lịch sử Thành phố Hồ Chí Minh theo thứ tự thời gian.

## Thế kỷ 18
- 1782
  - Thảm sát Chợ Lớn 1782

## Thế kỷ 19
- 1859

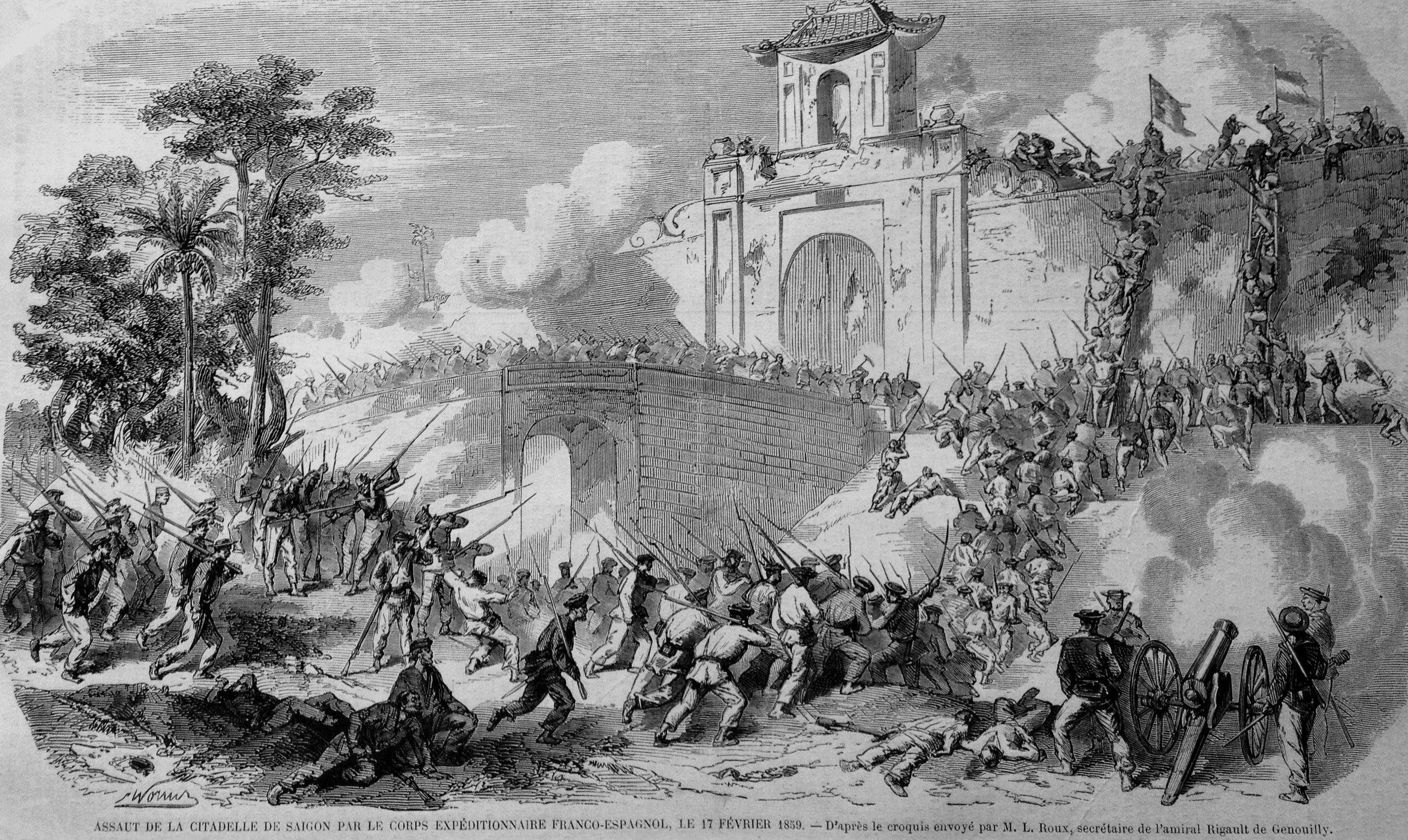
Tranh vẽ của Pháp về cuộc bao vây thành Gia Định năm 1859 bởi các lực lượng Pháp-Tây Ban Nha.

  - Ngày 17 tháng 2, quân Pháp mở cuộc tấn công thành Sài Gòn (tức thành Gia Định) và một ngày sau thì chiếm được thành. Án sát Lê Tứ, Hộ đốc Vũ Duy Ninh tự vẫn, Đề đốc Trần Trí, Bố chính Vũ Thực và Lãnh binh Tôn Thất Năng đem quân rút về Tây Thái, huyện Bình Long.
  - Ngày 8 tháng 3, quân Pháp đốt cháy kho tàng, phá hủy thành Sài Gòn và rút ra để tránh quân triều đình nhà Nguyễn tấn công đánh chiếm lại thành. Tháng 12 cùng năm quân Pháp mở rộng sự chiếm đóng ra khu vực Chợ Lớn.
  - Tháng 8, Nguyễn Tri Phương được cử giữ chức Tổng thống quân vụ, vào chỉ huy quân thứ Gia Định chống Pháp. Tháng 12 cùng năm, theo đề nghị của ông, Phạm Thế Hiển được cử làm Tham tán quân thứ Gia Định.
- 1861
  - Trận Đại đồn Chí Hòa: Ngày 25 tháng 2, Đại đồn Chí Hòa thất thủ, Nguyễn Tri Phương bị trọng thương.[1]
- 1863
  - Ngày 13 tháng 1, Pháp khánh thành Sở Bưu điện Sài Gòn.[2]
- 1864
  - Tờ Le Courrier de Sài Gòn (Tin Sài Gòn) ra đời.[3]
- 1882
  - Ngày 1 tháng 7, tuyến đường xe điện đầu tiên ở Việt Nam dài 5 km, rộng 1 m, nối Sài Gòn và Chợ Lớn bắt đầu hoạt động.
  - Thành lập Thư viện Sài Gòn, là thư viện công cộng đầu tiên của Việt Nam.[4]
- 1885–90
  - Xây dựng dinh Phó Toàn quyền Đông Dương, sau là Dinh Gia Long, hiện tại là Bảo tàng Thành phố Hồ Chí Minh.[5]
- 1898–1908
  - Xây dựng Dinh Xã Tây, nay là Trụ sở Ủy ban Nhân dân thành phố, theo họa đồ của kiến trúc sư Femand Gardès và nhà điêu khắc Ruffier.[6]

## Thế kỷ 20
- 1901
  - Tờ báo chữ Việt Nông cổ mín đàm ra đời.
- 1903
  - Đường tàu điện nội hạt của Sài Gòn được xây dựng.

- 1909

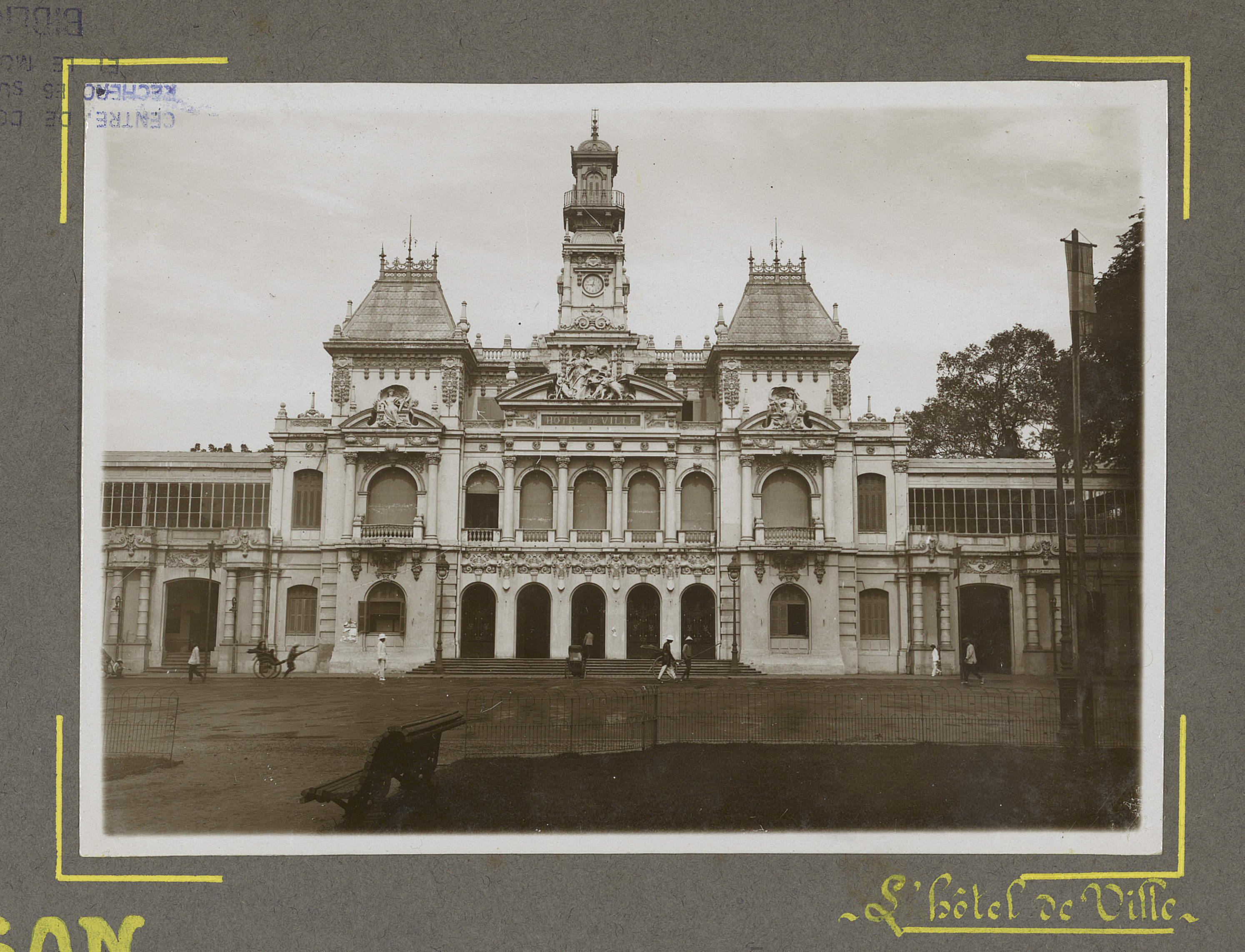
Dinh xã Tây thời Pháp thuộc

  - Khánh thành Dinh Xã Tây, nay là Trụ sở Ủy ban Nhân dân thành phố, với sự tham dự của viên toàn quyền Ðông Dương nhân kỷ niệm 50 năm duy trì chánh quyền thực dân Pháp tại Sài Gòn (1859–1909).[6]
- 1910
  - Chiếc máy bay xuất hiện đầu tiên trên bầu trời Việt Nam hạ cánh xuống Sài Gòn.[cần dẫn nguồn]
- 1911
  - Nguyễn Tất Thành xuất dương dưới tên gọi là Văn Ba, lên chiếc tàu buôn Đô đốc Latouche Tréville với nghề phụ bếp.[7] Sau này được biết đến ở Việt Nam với tên gọi Ngày Bác Hồ ra đi tìm đường cứu nước.[8][9]
- 1914
  - Khánh thành chợ Bến Thành.[10]
- 1955
  - Trận Sài Gòn (1955)
- 1963
  - Đảo chính Việt Nam Cộng hòa 1963
- 1964
  - 30 tháng 1: Cuộc chỉnh lý tại Việt Nam Cộng hòa 1964
  - 13–14 tháng 9: Binh biến tại Việt Nam Cộng hòa tháng 9 năm 1964
  - 15 tháng 10: Nguyễn Văn Trỗi bị xử bắn ở pháp trường thuộc Khám Chí Hòa.[11]
  - 19 tháng 12: Binh biến tại Việt Nam Cộng hòa tháng 12 năm 1964
  - 24 tháng 12: Vụ đánh bom cư xá Brinks[12]
- 1965
  - 10 tháng 2: Vụ đánh bom khách sạn Việt Cường[13]
  - 25 tháng 6: Vụ đánh bom nhà hàng nổi Mỹ Cảnh[14]
- 1972
  - 2 tháng 7: Sinh viên phản chiến Việt Nam Nguyễn Thái Bình bị bắn chết tại sân bay Tân Sơn Nhất sau chuyến bay 841 của Pan Am.[15]
- 1975
  - 30 tháng 4: Ngày giải phóng Sài Gòn.[16]
- 1976
  - 2 tháng 7: Sài Gòn được đổi tên thành Thành phố Hồ Chí Minh.[17]

## Thế kỷ 21
- 2002
  - Vụ hỏa hoạn ITC ở Quận 1, khiến 60 người chết và khoảng 100 người bị thương.[18]
- 2018
  - Vụ hỏa hoạn chung cư Carina Plaza ở Quận 8, khiến 13 người chết,[19] 60[20] đến 91[21] người bị thương.

- 2020–2024

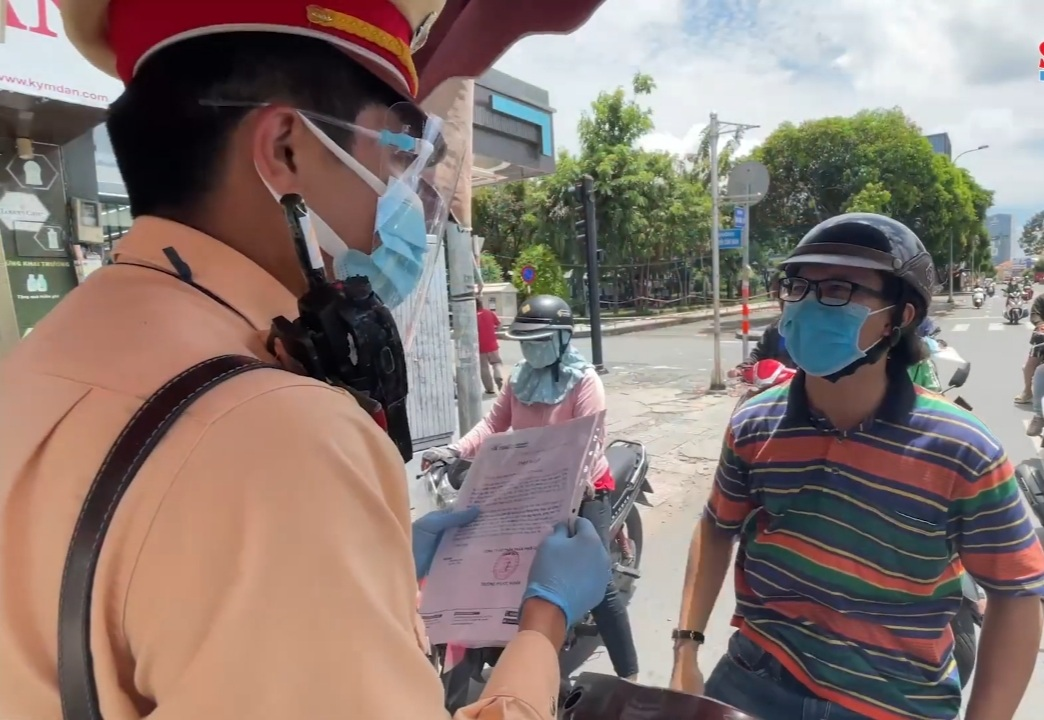
Công an kiểm tra giấy đi đường tại chốt kiểm soát COVID-19 ở Thành phố Hồ Chí Minh.

  - Đại dịch COVID-19 do virus SARS-CoV-2 gây ra xuất hiện ở Thành phố Hồ Chí Minh, khiến đây là nơi có ca mắc COVID-19 đầu tiên tại Việt Nam.[22] TPHCM là nơi có số ca tử vong do COVID-19 cao nhất cả nước với 19.985 người.[23]
- 2024
  - 20 tháng 12: Cháy nhà bốn tầng ở TPHCM khiến hai người tử vong và 13 người nhập viện.[24]
  - 27 tháng 12: Cháy nhà năm tầng ở TPHCM khiến hai người tử vong và 7 người bị thương.[25]
- 2025
  - 28 tháng 3: Động đất Myanmar 2025 làm 400 căn hộ bị ảnh hưởng và một người chết vì hoảng loạn ở TPHCM.[26]
  - 30 tháng 4: Lễ diễu binh kỷ niệm 50 năm thống nhất Việt Nam được tổ chức[27] với sự tham gia của hơn 13.000 người.[28]
  - 6–8 tháng 5: Đại lễ Vesak lần thứ 20 được tổ chức tại TPHCM.[29]
  - 12 tháng 6: Tỉnh Bà Rịa – Vũng Tàu và tỉnh Bình Dương được sáp nhập vào Thành phố Hồ Chí Minh.[30]
  - 16 tháng 6: Ủy ban Thường vụ Quốc hội ban hành Nghị quyết số 1685/NQ-UBTVQH15 về việc sắp xếp các đơn vị hành chính cấp xã của Thành phố Hồ Chí Minh năm 2025.[31]